# Chiesa dei Santi Ingenuino e Albuino
La chiesa dei Santi Ingenuino e Albuino (in tedesco St. Ingenuin und Albuin) è la chiesa principale del paese di Tesido, in val Pusteria. È dedicata alla Vergine e ha come patroni principali i santi Ingenuino e Albuino.

## Storia
La chiesa sorge nel centro del paese di Tesido (Taisten); seppur di incerta datazione, l'edificio deve essere stato eretto sotto il governo del vescovo di Bressanone Hartmann (1140-1164) che vi consacrò un altare nel 1162. Ben presto divenne una delle grandi parrocchie della diocesi di Bressanone. Nel 1334, sostenuto dalle principali famiglie del luogo, tra cui i Welsperg, al parroco si aggiunse un ulteriore sacerdote.
Già nel XV secolo iniziarono lavori per l'ampliamento della chiesa: i signori fecero costruire a ridosso dell'edificio una grande cappella, dedicata a Sant'Erasmo (la cappella di Sant'Erasmo), che divenne il luogo di sepoltura per i vari membri della famiglia. Nel periodo rinascimentale operarono numerosi artisti per la decorazione della chiesa: il pittore Simone di Tesido è quasi certamente autore di numerosi affreschi presenti all'esterno della chiesa, nella cappella dedicata a San Giacomo e nella chiesa di San Giorgio. A collaborare con Simone di Tesido furono anche uno scultore, mastro Veid, autore degli altari, e un falegname di nome Hanns.
Tra il XVII ed il XVIII secolo lavorarono nella chiesa numerosi artisti, che realizzarono alcune opere barocche. Nel 1769 i maggiorenti di Tesido, in accordo con i conti von Welsperg e con la popolazione, decisero un totale ampliamento e rifacimento della chiesa. I lavori furono affidati a Franz Singer (1724-1789), che realizzò l'attuale facciata della chiesa ed all'interno la fornì di stucchi e baldacchini. Molti degli affreschi che attualmente decorano la chiesa risalgono a questi anni. 
La chiesa, completamente nuova, venne consacrata alla presenza del vescovo di Bressanone nel 1782.
L'altare maggiore è stato realizzato in stile neoclassico. I confessionali e i banchi furono realizzati nel Settecento, mentre l'organo fu costruito nel 1986.